# Olmützpunktationerna
Olmützpunktationerna eller Fördraget i Olmütz var en överenskommelse mellan Preussen och Österrike som ingicks 29 november 1850 i Olmütz.
Vid trekungamötet i maj 1849 mellan Sachsen, Hannover och Preussen hade grunden till ett tyskt statsförbund tagits. Erfurtparlamentet återuppväcktes som ett unionsparlament. Bayerns och Württembergs kungar (Maximilian II och Vilhelm I) sökte dock i stället stöd hos Österrike, som såg ett hot i en annan tyskspråkig makt inom Tyska förbundets domäner. 30 september 1849 träffades dock, som eftergift åt Österrike, avtal om ett interimsstyre av parlamentet där Preussen och Österrike fick högsta makten. Det pågående Slesvig-holsteinska kriget fick även Ryssland att känna sig hotade av Preussens ökade makt, och tillsammans med Österrike kunde man nu tvinga Preussen att backa i unionsfrågan.
28–29 november hölls ett möte i ärkebiskopens palats i Olmütz mellan Otto Theodor von Manteuffel och Felix zu Schwarzenberg som 29 november resulterade i Olmützpunktationerna, vilka innebar att Preussen slog till reträtt i unionsfrågan och till och med gick med på att avbryta sin konventionspolitik med de mindre staterna i Tyskland.